# Damcricket
Damcricket är  cricket som spelas av kvinnor.

## Historik
Den första kända matchen beskrevs i The Reading Mercury den 26 juli 1745, och spelades "mellan elva jungfrur från Bramley och elva jungfrur från Hambledon, alla klädda i vitt."  Den första kända damcricketklubben bildades 1887 i Yorkshire, White Heather Club.  Tre år senare turnerade Original English Lady Cricketers i England, innan deras tränare stuckit iväg med pengarna. I Australien bildades en liga 1894, och i Sydafrika fanns Pioneers Cricket Club i Port Elizabeth.
I Kanda fanns också ett damlag i Victoria, som spelade sina hemmamatcher på Beacon Hill Park.
1958 bildades International Women's Cricket Council (IWCC), efter att internationell damcricket i praktiken kontrollerats av engelska Women's Cricket Association, under 32 år. IWCC uppgick 2005, i ICC.

### Fotnoter
1. ↑  Buckley, George Bent (1935). Fresh Light on 18th Century Cricket: A Collection of 1000 Cricket Notices from 1697 to 1800 AD Arranged in Chronological Order. Birmingham: Cotterell
2. ↑  ”The History of the SA & Rhodesian Women's Cricket Association”. St George's Park. Arkiverad från originalet den 2 oktober 2011. https://web.archive.org/web/20111002152259/http://www.stgeorgespark.nmmu.ac.za/content/women/displayarticle.asp?artid=wom_001. Läst 9 februari 2010.
3. ↑  ”Arkiverade kopian”. Arkiverad från originalet den 27 juli 2012. https://web.archive.org/web/20120727033145/http://www.vdca.ca/index.jsp?page_id=MAIDENS. Läst 6 mars 2012.